# どうぶつ119
『どうぶつ119』（どうぶついちいちきゅう）は、2007年6月30日（土）の21:00～22:54（JST）に、日本テレビ系列で放送された、単発スペシャルのテレビドラマ。視聴率12.0%。
日本初の「動物専用救急車」を立ち上げ「緊急救命獣医」として活躍する若き獣医の奮闘・苦闘を描く。
2007年現在でも行われている実話であり、新堂冬樹がドラマ原案としてまとめた。

## キャスト
- 仲代光也：速水もこみち
- 岡田隼人：山本太郎
- 小山成美：市川由衣
- 鳥越豊：末高斗夢
- 田口智子：西山繭子
- 智子の子：林千紗
- 高清水肇：六角精児
- 田口栄太：小清水一揮
- 棚橋りえ：高橋亜弓
- 木下達夫：本田博太郎
- 木下良枝：丘みつ子
- 仲代健吾：平泉成　など

## スタッフ
- 原案：新堂冬樹
- OPナレーション：田口トモロヲ
- プロデュース：戸田一也（日テレ）、森雅弘（The icon）、佐藤愛（The icon）
- 脚本：松田裕子
- 演出：南雲聖一
- 音楽：羽毛田丈史
- スタントコーディネイター：釼持誠
- 協力：NiTRo、日テレアート、映広
- 製作協力：The icon
- 製作著作：日テレ